# Броссаско
Броссаско (итал. Brossasco) — коммуна в Италии, располагается в регионе Пьемонт, в провинции Кунео.
Население составляет 1111 человек (2008 г.), плотность населения составляет 40 чел./км². Занимает площадь 28 км². Почтовый индекс — 12020. Телефонный код — 0175.
Покровительницей коммуны почитается Пресвятая Богородица, празднование в первое воскресение августа.

## Демография
Динамика населения: